# George Borrow

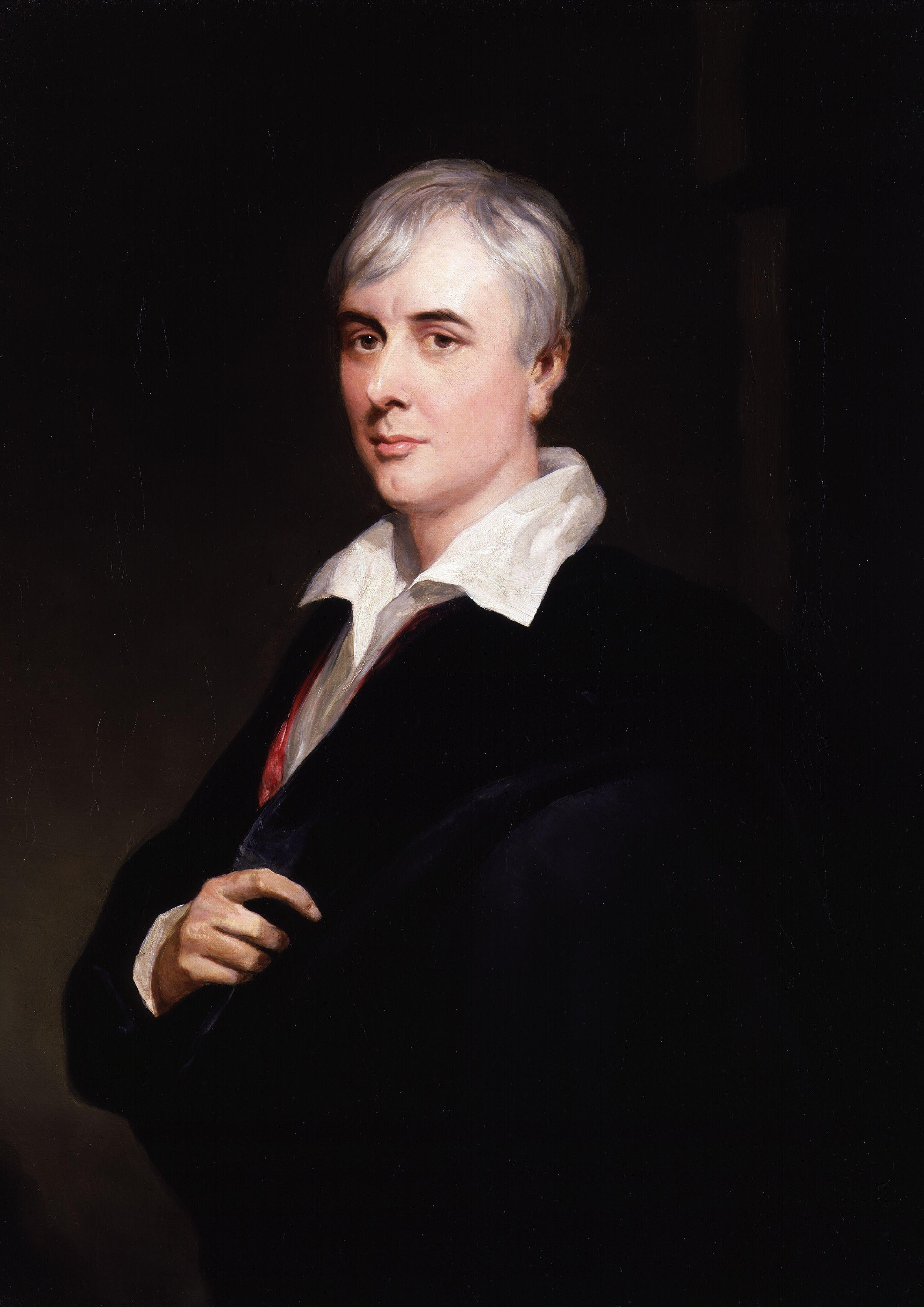
George Borrow, porträtt av Henry Wyndham Phillips.

George Henry Borrow, född den 5 juli 1803 i Norfolk, död den 26 juli 1881 i Oulton, var en engelsk resande och skriftställare.
Borrow förde ett kringirrande liv, merendels i sällskap med zigenare, vilkas levnadsförhållanden han skildrade i pittoreska och originella arbeten. Som agent för brittiska bibelsällskapet besökte han en mängd länder i Europa, särskilt Spanien och Portugal. Han var även en del utanför Europa då han var i Marocko.
The zincali or an account of the gipsies in Spain (1841; 5:e upplagan 1873) väckte uppmärksamhet genom motivens egendomlighet och den stora berättarförmågan. The bible in Spain (1843; ny upplaga 1892) gjorde Borrow ryktbar.
Självbiografisk i romantiserad form är Lavengro (1851, 3:e upplagan 1873), med fortsättningen Romany Rye (1857; 3:e upplagan 1873). Borrows sista arbete var en ordbok över zigenarspråket, Romano Lavo-Lil (1874).
Borrow var en skarpt utpräglad personlighet med stor förmåga av livfull skildring samt hat till överförfining och sirlighet. Hans språkkännedom var utomordentligt omfattande; Targum, ett arbete som han 1835 utgav i Sankt Petersburg, innehåller sålunda översättningar från trettio språk eller dialekter.